# NGC 6299
NGC 6299 is een elliptisch sterrenstelsel in het sterrenbeeld Draak. Het hemelobject werd op 27 oktober 1861 ontdekt door de Duits-Deense astronoom Heinrich Louis d'Arrest.

## Synoniemen
- MCG 10-24-97
- ZWG 299.51
- NPM1G +62.0209
- PGC 59561